# Aleksandr Bogdanov
Aleksandr Bogdanov (ryska: Александр Богданов), pseudonym för Aleksandr Aleksandrovitj Malinovskij, född 22 augusti 1873 i Sokulka, guvernementet Grodno, död 7 april 1928 i Moskva, var en rysk filosof och sociolog.
Bogdanov författade flera på sin tid mycket populära arbeten i nationalekonomi. Han hade tidigt en ledande roll i RSDAP:s bolsjevikfraktion, innan han blev utesluten 1909.
Bogdanov utformade den "allmänna organisationsvetenskapen", av honom kallad tektologi, vars uppgift är att med "det organiserade tänkandets metoder omvandla världen till en organiserad helhet".
Bland Bogdanovs arbeten märks Der rote Stern, utopistischer Roman (1923), Die Entwicklungsformen der Gesellschaft und Wissenschaft (1924) samt Tektologie. Allgemeine Organisationslehre (1926); dessa verk skrevs dock på ryska.